# アーノルド・スティーヴンソン・ラウントリー
アーノルド・スティーヴンソン・ラウントリー（Arnold Stephenson Rowntree、1872年11月28日 - 1951年5月21日）は、クエーカーで、自由党に所属した、イングランドのシティ・オブ・ヨーク選挙区選出の庶民院議員。

## 背景
ラウントリーは、ヨークのジョン・スティーヴンソン・ラウントリーとその妻エリザベス・ホウサム (Elizabeth Hotham) の間の息子として生まれた。慈善家、チョコレート製造業者として知られたジョセフ・ラウントリー（1836年 – 1925年）の甥であった。クエーカーの学校であるブーサム校に学んだ。1907年に、リーズ出身のメアリ・キャサリン・ハーヴェイ (Mary Katharine Harvey) と結婚した。夫妻の間には、3男3女が生まれた。

## 政治
ラウントリーは、全国成人学校評議会 (the National Adult School Council) の名誉書記 (Honorary Secretary) であった。彼は、1910年1月イギリス総選挙で当選し、ヨーク選出の庶民院議員となった。クエーカーであった彼は、戦争に反対し、第一次世界大戦が始まると早い段階で反戦グループの民主的統制連合に関わったが、自由党からの圧力を受けて、グループから離脱した。彼はまた、自由党の同僚トーマス・エドマンド・ハーヴェイとともに、1916年兵役法に良心的兵役拒否の規定を盛り込む修正をした。同年、ラウントリーは、非戦闘的任務をも拒んだためにフランスの戦線に送られ、リッチモンド・シックスティーンと呼ばれた良心的兵役拒否者たちのグループの支援にもあたった。
ラウントリーは、第一次世界大戦直後の1918年イギリス総選挙で落選し、以降は事業に専念した。しかし、その後もヨーク自由協会 (York Liberal Association) や教育センター協会 (Educational Centres Association) の会長などを歴任した。

## 実業
ラウントリーは、家業であったチョコレート（ココア）製造業ラウントリーズ社の役員であった。また、ノース・オブ・イングランド新聞社 (North of England Newspaper Co. (Limited)) の役員でもあったほか、The Nation、the Westminster Press and Associated Papers の役員でもあった。
ラウントリーは、ジョセフ・ラウントリー・リフォーム・トラスト (Joseph Rowntree Reform Trust) の創設期の理事の一人であり、1904年から1951年までその任にあり、また1925年から1938年にかけては、創設者であるジョセフ・ラウントリーの後を受けて理事長を務め、後にはシーボーム・ラウントリーに後を託した。